# Пране Дундулєне
Пране Вінцевна Дундулєне-Стукеняйте (лит. Pranė Dundulienė-Stukėnaitė; 12 лютого 1910, Піліпай — 27 лютого 1991, Вільнюс) — литовська вчена-етнографиня, доктор гуманітарних наук. Дослідниця традиційної литовської культури.

## Життєпис
Народилася Пране Дундулєне 12 лютого 1910 року в селі Пилипай Свенцянского повіту Віленської губернії Російської імперії (нині Швянченіський район Литовської Республіки) в селянській родині. Закінчила школу в Свенцянах (нині — Швянченісі) та литовську гімназію імені Вітаутаса Великого у Вільно (Вільнюс). У 1935 році на факультеті природничих наук Вільнюського університету імені Стефана Баторія почала вивчати географію, продовжила вивчення етнології на факультеті гуманітарних наук. Ступінь магістра отримала в 1939 році за роботу «Етнографічний матеріал околиць Марцінконіса».
У 1938—1940 роках — співробітниця Литовського наукового товариства. У 1941 році запрошена до Інституту етнології Академії наук Литовської РСР (пізніше Інститут історії Литви), працювала науковим співробітником до 1950 року.
Паралельно Пране Дундулєне з 1940 року працювала викладачкою Вільнюського державного університету. Вона заснувала кафедру етнографії в університеті. У 1971 році отримала вчене звання професора. Читала лекції з литовської, балтійської та східнослов'янської етнографії.

## Наукова діяльність
Під керівництвом Пране Дундулєне захищено понад 100 дипломних робіт і написано кілька дисертацій. Брала участь у республіканських і всесоюзних наукових конференціях.
Пране Дундулєне — авторка 15 книг і понад 500 статей про землеробство, звичаї, релігію та міфологію литовців (застосування порівняльного й етнопсихологічного методів). Головні праці «Етнографія литовців» (1982) та «Етнологія литовців» (1991), співавторка «Історико-етнографічного атласу Прибалтики».
Щорічно організовувала студентські експедиції до різних регіонів Литви для вивчення литовського побуту і народної творчості.
Померла Пране Дундулєне 27 лютого 1991 року у Вільнюсі у віці 90 років.

## Особисте життя
Пране Дундулєне була одружена з істориком Бронюсом Дундулісом, доктором історичних наук.
У своїх спогадах писала, що в липні 1944 року була свідком пограбування і насильства щодо литовців у Вільнюсі з боку Армії Крайової: від рук поляків загинуло як мінімум три литовця у неї на очах.

### Російською мовою
- Этнографическая наука в Вильнюсском университете. — Вильнюс: МВ ССО ЛитССР, 1978. — 139 c. ил. 20 см.
- Культ деревьев в верованиях древних литовцев. — Вильнюс: Минтис, 1979. — 103 с. ил., 17 см.
- Уж и его символы в народном искусстве и словесном творчестве литовцев: Учеб. пособие. — Вильнюс: ВГУ, 1979. — 167 c. ил., 38 c.:ил. 26 см.
- Птицы в древних литовских верованиях и в искусстве: Учеб. пособие. — Вильнюс, М-во высш. и сред. спец. образования ЛитССР, 1982. — 96 с. 40 л. ил., карт. 26 см.
- Литовская этнография: Учеб. пособие для ист. и филол. спец. вузов. — Вильнюс: Москлас, 1982. — 451 с. ил., 28 л. ил. 21 см.
- Литовская народная космология. — Вильнюс: Москлас, 1988. — 91,[4] с., [16] л. ил. 20 см.
- Язычество в Литве: Жен. божества. — Вильнюс: Минтис, 1989. — 163,[2] с. : ил.; 20 см; ISBN 5-417-00166-X
- Хлеб в литовском быту и обычаях. — Каунас, 1989. — 123,[3] с.

### Литовською мовою
- Žemdirbystė Lietuvoje. Vilnius, 1963 m.
- Lietuvių kalendoriniai ir agrariniai papročiai. Vilnius, 1979 m.
- Lietuvių etnografija. Vilnius, 1982 m.
- Lietuvių liaudies kosmologija. Vilnius, 1988 m.
- Senovės lietuvių mitologija ir religija. I leidimas 1990 m., II leidimas: Mokslo ir enciklopedijų leidybos institutas. 2007 m. ISBN 978-5-420-01617-6
- Lietuvių šventės: Tradicijos, papročiai, apeigos. Vilnius, 1991 m.
- Lietuvių etnologija. Vilnius, 1991 m.
- Žaltys ir jo simboliai lietuvių liaudies mene ir žodinėje kūryboje. Mokslo ir enciklopedijų leidybos institutas. 2005 m. ISBN 5-420-01577-3
- Senieji lietuvių šeimos papročiai. I leidimas 1999 m., II leidimas: Mokslo ir enciklopedijų leidybos institutas. 2005 m. ISBN 5-420-01576-5
- Paukščiai senuosiuose lietuvių tikėjimuose ir mene. Mokslo ir enciklopedijų leidybos institutas. 2006 m. ISBN 5-420-01597-8
- Ugnis lietuvių liaudies pasaulėjautoje. Mokslo ir enciklopedijų leidybos institutas. 2006 m. ISBN 5-420-01596-X
- Gyvybės medis lietuvių mene ir tautosakoje. Mokslo ir enciklopedijų leidybos institutas. 2006 m.
- Akys lietuvių pasaulėjautoje. Mokslo ir enciklopedijų leidybos institutas. 2006 m. ISBN 5-420-01594-3
- Duona lietuvių buityje ir papročiuose. Mokslo ir enciklopedijų leidybos institutas. 2007 m. ISBN 978-5-420-01622-0
- Medžiai senovės lietuvių tikėjimuose. Mokslo ir enciklopedijų leidybos institutas. 2008 m. ISBN 978-5-420-01625-1
- Pagonybė Lietuvoje: Moteriškosios dievybės. Mokslo ir enciklopedijų leidybos institutas. 2008 m.
- Lietuvių liaudies kosmologija. Mokslo ir enciklopedijų leidybos institutas. 2008 m.